# Till I Come Back to You
Till I Come Back to You er en amerikansk stumfilm fra 1918 af Cecil B. DeMille.

## Medvirkende
- Bryant Washburn - Jefferson Strong
- Florence Vidor - Yvonne
- Gustav von Seyffertitz - Karl Von Drutz
- Winter Hall - Albert
- George Stone - Jacques